# Horst Wolter
Horst Wolter (født 8. juni 1942 i Berlin, Tyskland) er en tidligere tysk fodboldspiller (målmand).
Han spillede for Eintracht Braunschweig og Hertha Berlin, som han samlet repræsenterede i næsten 250 Bundesliga-kampe. Med Braunschweig var han med til at vinde det tyske mesterskab i 1967.
Wolter var desuden en del af det vesttyske landshold der vandt bronze ved VM i 1970 i Mexico. Han spillede én kamp i turneringen, bronzekampen mod Uruguay, hvor han erstattede førstevalget Sepp Maier. Han spillede i alt 13 landskampe, fordelt over fire år.

## Titler
Bundesligaen
- 1967 med Eintracht Braunschweig